# Kotono Mitsuishi
Kotono Mitsuishi (三石 琴乃, Mitsuishi Kotono) née le 8 décembre 1967 à Toda, préfecture de Saitama (Japon) est une seiyū prolifique.

## Biographie
Jeune, Mitsuishi vit à Nagareyama, préfecture de Chiba. Elle obtient son diplôme de fin d'études secondaires en 1986 avant d'entrer à la Katsuta Voice Actor's Academy. Parallèlement, elle exerce le métier de liftière à temps partiel au Sunshine 60. Elle trouve ensuite une place d'office lady qu'elle finit par quitter car trop prenante et, par là, incompatible avec ses études. À cette époque, et pour se distraire, elle pilote une moto Yamaha FZ250 Phazer.
Elle est actuellement mariée et mère d'une fille.

## Carrière
Mitsuishi fait ses débuts de seiyū avec le rôle de Tomoyo dans OVA Ace wo Nerae! 2. Elle acquiert la célébrité en 1992 en prêtant sa voix à Usagi Tsukino, alias Sailor Moon, l'héroïne de l'anime éponyme Sailor Moon. Elle reprend d'ailleurs son rôle dans la réadaptation de la franchise, Pretty Guardian Sailor Moon Crystal, en 2014. Sa popularité augmente avec le doublage de Misato Katsuragi dans l'anime TV Neon Genesis Evangelion. Elle est également la voix du hamster Ebichu dans l'anime du même nom qui est en grande partie produite en raison de son intérêt dans le projet.
Considérée comme l'un des meilleurs Seiyū de la profession, elle possède à son actif plus d'une centaine de rôles de personnages d'anime, plus de 60 personnages de jeux vidéo ainsi que des dizaines de rôles à la radio. Parmi ses rôles les plus connus, outre Misato (Evangelion), Ebichu (Oruchuban Ebichu), on peut citer Excel (Excel Saga), Usagi (Sailor Moon), Juri (Utena) et Mizunashi Rena/Kir (Détective Conan) 
Artiste complète, elle a également une carrière musicale au sein du groupe pop Peach Hips qui regroupe les doubleuses de Sailor Moon, Hummingbird et Angels.
Elle est un membre de la société Arts Vision avant de devenir travailleur indépendant.

## Doublage
Liste tirée de Mitsuishi Kotono sur Seiyuu Database en anglais.

### Animé
Listés par ordre alphabétique dans chaque subdivision. Les personnages principaux sont en caractères gras.

#### Télévision
- Little Snow Fairy Sugar (Ginger)
- Agatha Christie's Great Detectives Poirot and Marple (une femme d'Hōbari)
- Ajimu: Kaigan Monogatari (Kyōko)
- Angelic Layer (Shoko Asami)
- Anpanman (Maron-kun)
- Bucket de Gohan (Mint)
- Battle Fighters Garō Densetsu 2 (Mai Shiranui)
- Blue Seed (Kōme Sawaguchi)
- Cardcaptor Sakura (Maki Matsumoto)
- Claymore (Jean)
- Corrector Yui (ja) (Freeze)
- Crayon Shin-chan (Ageo-sensei)
- Daa! Daa! Daa! (Akira Kijou)
- Detective Academy Q (Hitomi Tachikawa)
- Dokkoida?! (Sayuri Yurine, Hyacinth)
- Détective Conan (Kir (Rena Mizunashi), Yuri Konno)
- Doraemon (Tamako Nobi)
- Dragon Half (Mink)
- Ebichu (Ebichu)
- Excel Saga (Excel)
- Flame of Recca (Kagehōshi, Kagerō)
- Flower Witch Mary Bell (Ribbon, Tap)
- Fruits Basket (Kagura Sohma)
- Fullmetal Alchemist (Gracia Hughes)
- Future GPX Cyber Formula (Asuka Sugō)
- Gakkou no Kaidan (en) (Kayako Miyanoshita)
- Gear Fighter Dendoh (Orie Kusanagi, Vega, narratrice, présentatrice)
- Genji Tsuushin Agedama (Ibuki Hiraya)
- Great Teacher Onizuka (Urumi Kanzaki)
- Gundam
  - After War Gundam X (Toniya Malme)
  - Mobile Suit Gundam SEED (Murrue Ramius, Haro, Ezaria Joule, narratrice)
  - Mobile Suit Gundam SEED Destiny (Murrue Ramius, narratrice)
- Hare Tokidoki Buta (Kazuko-sensei)
- Hidamari no Ki (Oshina)
- High School Mystery: Gakuen Nanafushigi (Yukari Kawai, étudiante B)
- Hyper Police (Fonne Walkure)
- Irresponsible Captain Tylor (Kim Kyung Hwa)
- Jujutsu Kaisen (Mei Mei)
- Jungle Ōja Tā-chan (Helen Noguchi)
- Kaleido Star: Arata naru Tsubasa (Cathy)
- Kamikaze Kaito Jeanne (Saki Matsubara)
- King of Bandit Jing (Izarra)
- Zatch Bell! (Elle Chivas, Riya)
- Kishin Dōji Zenki (Nagi)
- Kocchi Muite! Miiko (Mama)
- Kore wa Zombie desu ka? (Delusion Eucliwood (ep. 1))
- Legendz (Killbeat)
- Mahoraba (Yū Minazuki)
- Maze: Bakunetsu Jikū (femme Maze)
- Monochrome Factor (Mayu Asamura)
- Monster Rancher (Pixie (Venus))
- Nabari no Ou (Hanabusa Seki)
- Neon Genesis Evangelion (Misato Katsuragi)
- Nintama Rantarō (Yamabuki, Ayaka)
- Nodame Cantabile (Seiko Miyoshi)
- Noir (Mireille Bouquet)
- Ojarumaru (Okame-hime, Hoshino Mama I, Shikibu Akamurasaki)
- One Piece (Boa Hancock)
- Oruchuban Ebichu (Ebichu)
- Paranoia Agent (Harumi Chōno)
- Pokémon (Metamon)
  - Mewtwo: Ware ha Koko ni Ari! (Domino)
  - Pokémon Advanced Challenge (Kuruyo)
- Pretty Guardian Sailor Moon Crystal (Usagi Tsukino, ChibiChibi)
- Revolutionary Girl Utena (Juri Arisugawa)
- Sailor Moon (Usagi Tsukino)
- The Snow Queen (Aunete)
- Spiral: Suiri no Kizuna (Madoka Narumi)
- Steel Angel Kurumi (Misaki Kagura)
- Suite PreCure♪ (Hummy)
- Tactics (Kyoko Suzakuin)
- Tales of Eternia: The Animation (Ekusushia)
- Billy et Mandy, aventuriers de l'au-delà (Mary Francis - Version japonaise)
- Those Who Hunt Elves (Celcia Marieclaire)
- Thunder Jet (Shimon)
- Wedding Peach (Potamos)
- Weiss Kreuz (Neu/Asuka Murase)
- Yaiba (Sayaka Mine)

#### Original video animation (OVA)
- Ace wo Nerae! 2 (Tomoyo) (1er rôle)
- Ace o Nerae! Final Stage (Tomoyo)
- Angelique (Rosalia de Catargena)
  - Angelique: Shiroi Tsubasa no Memoir (Rosalia de Catargena)
  - Angelique: Seichi yori Ai wo Komete (Rosalia de Catargena)
- Babel II (Juju)
- Birdy the Mighty/Tetsuwan Birdy (Birdy)
- Blue Seed (Kōme Sawaguchi)
- Buttobi CPU (Quadra Nackintosh)
- Compiler (Nerima Queen)
- Cream Lemon: Young Love—Angie & Rose (Angie)
- Cyber City Oedo 808 (woman)
- Future GPX Cyber Formula (Asuka Sugō)
- Idol Defense Force Hummingbird (Satsuki Toreishi)
- Legend of the Galactic Heroes (Katerose von Kreuzer)
- NG Knights Lamune & 40 (Silver Mountain Dew, girl 1)
- Macross 7: Encore (Commander Chlore)
- My My Mai (Yua)
- Mewtwo Returns as Domino
- POWER DoLLS: Project α (Yao Fei Lun)
- Puni Puni Poemy (Itsue Aasu)
- Yamato 2520 (Maki)
- Suikoden Demon Century (Kiyomi Suga)
- Tales of Seduction (Tomoko)
- Tales of Titillation (Chami, girl A)
- Ten Tokyo Warriors (Hakiri)
- Variable Geo (Yuka Takeuchi)
- Voogie's Angel (Rebecca)
- Wedding Peach DX (Kawanami Hiromi)/(Potamos)
- Visitor (Mika Hiiragi)
- Ys Tenkū no Shinden: Adol Kristin no Bōken (Lilia)

#### Films
- Cardcaptor Sakura: The Movie (Maki Matsumoto)
- Crayon Shin-chan—Mission: Pig's Hoof (O-iroke)
- Darkside Blues (Mai)
- Digimon Tamers: Battle of Adventurers (Minami Uehara)
- Evangelion: 1.0 You Are (Not) Alone (Misato Katsuragi)
- Evangelion: 2.0 You Can (Not) Advance (Misato Katsuragi)
- Neon Genesis Evangelion: Death & Rebirth (Misato Katsuragi)
- The End of Evangelion (Misato Katsuragi)
- Gekijōban Garō Densetsu (Mai Shiranui)
- Fullmetal Alchemist: Conqueror of Shamballa (Gracia Hughes)
- Pokémon 2 : Le Pouvoir est en toi (Michiko/Capitaine du bateau)
- Revolutionary Girl Utena: Adolescence of Utena (Juri Arisugawa)
- Sailor Moon : les Fleurs maléfiques (Usagi Tsukino)
- Sailor Moon S, le film (Usagi Tsukino)
  - Make Up! Sailor Senshi (Usagi Tsukino)
- Sailor Moon Super S, le film (Usagi Tsukino)
  - Ami-chan no Hatsukoi (Usagi Tsukino)
- X (1996 film) (Satsuki Yatōji)
- Doraemon: Nobita no Takarajima

#### Jeux vidéo
Listés par ordre alphabétique.
- Abarenbō Princess (Rouge Victoille)
- Ajito 2 (Kazumi Saeki)
- Angelique (Rosalia de Catargena)
- Angelique Special 2 (Rosalia de Catargena)
- Armored Core (Operator, Computer Voice)
- Brave Fencer Musashi (Queen, Brandy Taii, Tumbler)
- Catherine (Katherine)
- Dead or Alive 3 (Christie)
- Dead or Alive 4 (Christie)
- Dead or Alive Xtreme Beach Volleyball (Christie)
- Dead or Alive Xtreme 2 (Christie)
- Dead or Alive Paradise (Christie)
- Eberouge 2 (Lindel Falken)
- Eve: Burst Error Plus (Marina Hōjō)
- Fire Emblem Engage (Lumera)
- Fire Emblem Heroes (Lumera)
- Jikkyō Powerful Pro Yakyū 5-11 (Présentatrice sur le stade)
- Kisetsu wo Dakishimete (Tomoko Kokuritsu)
- Knuckle Heads (Claudia Silva)
- Last Ranker (Norma)
- Little Princess: Marl Ōkoku no Ningyōhime 2 (Sonya)
- Magna Carta (Rianna)
- Melty Blood (Aoko Aozaki)
- Menkyo wo Torō! DX 2001 Nendoban (Reika Asami)
- Namco x Capcom (Kyōko Minazuki)
- Neon Genesis Evangelion 2 (Misato Katsuragi)
  - Eva to Yukai na Nakamatachi (Misato Katsuragi)
  - Girlfriend of Steel (Misato Katsuragi)
  - Girlfriend of Steel 2 (Misato Katsuragi)
- Oni (Konoko (AKA Mai Hasegawa))
- PoPoLoCrois series (Narcia, Kai)
- Power DoLLS 2 (Yao Fei Lun)
- Power Instinct 2 (Mikazuki Kurumi, Kurara Hananokoji)
- Puyo Puyo CD (Arle Nadja)
  - Puyo Puyo Tsū CD (Arle Nadja)
- Rival Schools (Kyoko Minazuki)
  - Project Justice (Kyoko Minazuki)
- Shining Force CD (Narrator)
- Shinrai (Nohime Fujizuru)
- Super Robot Wars series (Misato Katsuragi, Toniya Malme, Vega, Murrue Ramius)
- Sailor Moon video games (Personnage de Sailor Moon)
- Wa ga Ryū wo Miyo (Kaaya)
- Wild Arms 4 (Falmel)

### Doublages
- Alerte à Malibu (Summer (seasons 2-4))
- Bionicle: The Legend Reborn (Kiina)
- Batman The Animated Series (Summer Gleason)
- Batman: Under the Red Hood (Ms. Li)
- Ed (Carol)
- Felicity (Julie Emrick)
- Le Prince de Bel-Air (Hilary Banks)
- Gag Manga Biyori (Kōsuke Masuda)
- Grey's Anatomy (Meredith Grey)
- Superman, l'Ange de Metropolis (Lana Lang)
- Batman, la série animée (Barbra Gordon/Batgirl)
- Batman, TNBA (Barbra Gordon/Batgirl)
- Van Helsing (Anna Valerious)
- X-Men (Mystic, la sorcière Scarlet)

### Film
- Love & Pop

### Radio
- Mitsuishi Kotono · Bukkatsu Shiyo!
- Mitsuishi Kotono no Eberu Nights
  - Mitsuishi Kotono no Eberu Nights II
- Stardust Dream

### CD
- Aria
- Erementar Gerad—Aozora no Senki—
- Samurai Deeper Kyo; rôle d'Akari
- Seto no Hanayome
- Tuxedo Mirage
- Phantasy Star: Sealed Memories; as Nei & Neifirst

### Autres
- Hakkutsu! Aru Aru Daijiten (narratrice)
- I Wish You Were Here (Diffusion en streaming sur Internet)
- Koe · Asobu Club
- Nandemo Q (NHK) (narratrice, Urara, plusieurs autres personnages)
- Neon Genesis Evangelion pachinko (Misato Katsuragi)
- Seishun Adventure: Īsha no Fune (Īsha no Fune)
- Tatta Hitotsu no Chikyū (Otohime)
- Uchi Kuru!? (narratrice)

### Voix Françaises
En France, Kotono Mitsuishi a été doublée par plusieurs comédiennes sur différents personnages et différentes séries. Ci-dessous quelques exemples. :